# Greensill Capital
Greensill Capital fue una empresa de capital inversión y servicios financieros con sede en Reino Unido y Australia. Se centró en la financiación y servicios relacionados con las grandes compañías. La empresa fue fundada en 2011 por Lex Greensill. Se disolvió por insolvencia el 8 de marzo de 2021.

## Historia
Greensill Capital fue fundada en 2011 con un enfoque inicial de suministro de inversión para grandes compañías. Sin embargo, diversificó sus fuentes de ingresos, ofreciendo servicios bancarios a través de una filial alemana, Greensill Bank (de), ofertando bonos sobre la deuda contraída o a través de fondos gestionados con organizaciones asociadas, como Credit Suisse.
El fondo estadounidense General Atlantic invirtió 250 millones de dólares en Greensill en 2018.  
En 2018, el ex Primer Ministro David Cameron se convirtió en consejero de Greensill Capital, con una opción de compra de acciones por valor de £70 millones en el caso oferta pública inicial.

## Insolvencia
El 8 de marzo de 2021, Greensill Capital presentó expediente por insolvencia ante las autoridades financiera ya que se vio incapaz de pagar los $140 millones de préstamo a Credit Suisse.